# 四賀バスストップ
四賀バスストップ（しがバスストップ）は、長野県松本市の長野自動車道上にある高速バス停留所。
本停留所に停車する高速バスは、旅客案内上の停留所名を「長野道四賀」と案内している。
四賀地区には鉄道がなく、この停留所が鉄道駅のような役割をしているため、主に四賀地区の住民が利用する。
2008年3月6日に緊急進入路が併設された。

## 停車する路線
- 飯田 - 長野線（みすずハイウェイバス、・アルピコ交通・伊那バス・信南交通）
明科BS - 四賀BS - 坂北BS
- 松本 - 長野線（アルピコ交通）※土休日・年末年始運休
明科BS - 四賀BS - 坂北BS

## 周辺状況
- 大木戸バス停 - 松本市営バス
  - 明科駅方面と会田、四賀支所方面が利用可能（平日のみ）。
- 熊野神社
- 生竜 御嶽社
- 諏訪神社
- 長野県道302号矢室明科線
- 会田川